# Hunshelf
Hunshelf – wieś w Anglii, w hrabstwie ceremonialnym South Yorkshire, w dystrykcie metropolitalnym Barnsley. Leży 16 km na północny zachód od miasta Sheffield i 243 km na północny zachód od Londynu.